# نيو فيرفيلد (كونيتيكت)
نيو فيرفيلد (بالإنجليزية: New Fairfield, Connecticut)‏ هي بلدة أمريكية تقع في الولايات المتحدة في كونيتيكت. يقدر عدد سكانها بـ 13,881 نسمة ومساحتها 65.0 كم2 وترتفع عن سطح البحر 230 متر.